# Прибійний (мис)
45°24′00″ пн. ш. 32°29′05″ сх. д. / 45.40000° пн. ш. 32.48472° сх. д.
Кара́-Мрун або Прибі́йний (крим. Qara Mrun, «Чорний мис») — крайня західна точка Криму, мис на території Євапоторійського району АР Крим, вдається у Чорне море.

## Загальні дані
Розташований на Тарханкутському півострові, на північний захід поблизу села Кара-Аджи (Оленівка) між Каркінітською затокою та Караджинською бухтою. Разом із мисом Тарханкут утворюють крайні точки Караджинської бухти. На північ до мису примикає бухта Очеретай, де раніше розташовувалося село Очеретай або Прибійне.
Вкритий ковильно-типчаковою рослинністю, в балках — чагарникові зарості. Берегова лінія мису стрімчаста абразивного типу заввишки 20 метрів на північній стороні, скелі південної сторони висотою 8 м. Біля берега розташовані надводні та підводні камені. Максимальна точка над рівнем моря біля обриву — 29.3 м, вона є опорним тригонометричним пунктом.
Немає доріг із твердим покриттям.
На північ від зсувного узбережжя розташований природний ландшафтний заказник Джангуль.

## Геологія
Мис складається з вапняків.
Скелястий берег є завершенням овалу Тарханкутської височини, що простягається з північного сходу.